# 手関節
手関節（しゅかんせつ）は、手首にある関節。橈骨、尺骨、8つの手根骨を含めた10個の骨で構成されており、橈骨手根関節、手根中央関節、下橈尺関節で構成される複関節といわれる。橈骨手根関節と手根間関節の総称である。

手関節は以下の通り。
- 手根間関節
  - 橈骨手根関節（近位手根関節）
  - 手根中央関節（遠位手根関節）
  - 手根間関節
  - 豆状骨関節
- 中手指節関節
  - 手根中手関節
  - 母指手根中手関節
  - 中手間関節
- 指節関節
  - 中手指節関節
  - 手根指節間関節